# Gut Eckhof

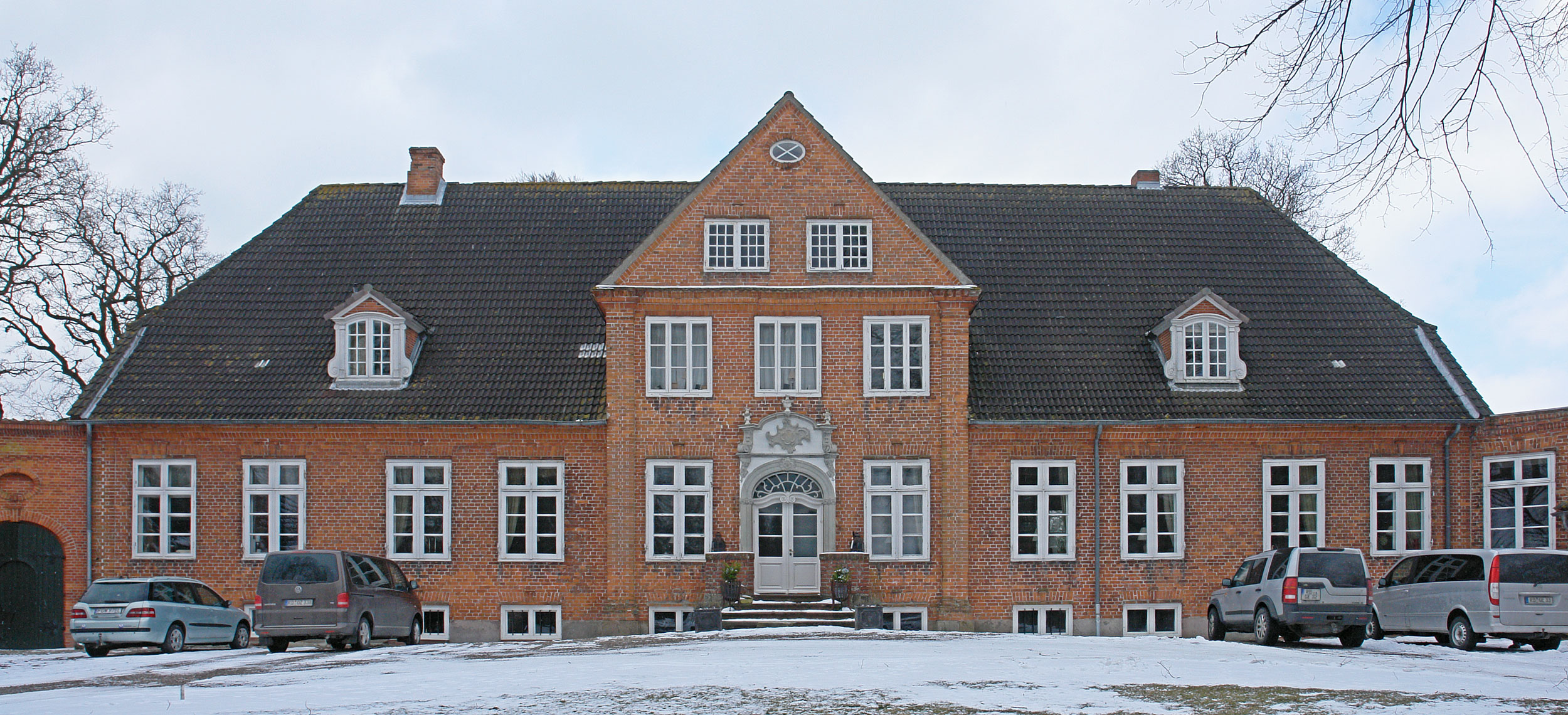
Herrenhaus, erbaut 1770/75 von Graf Holck

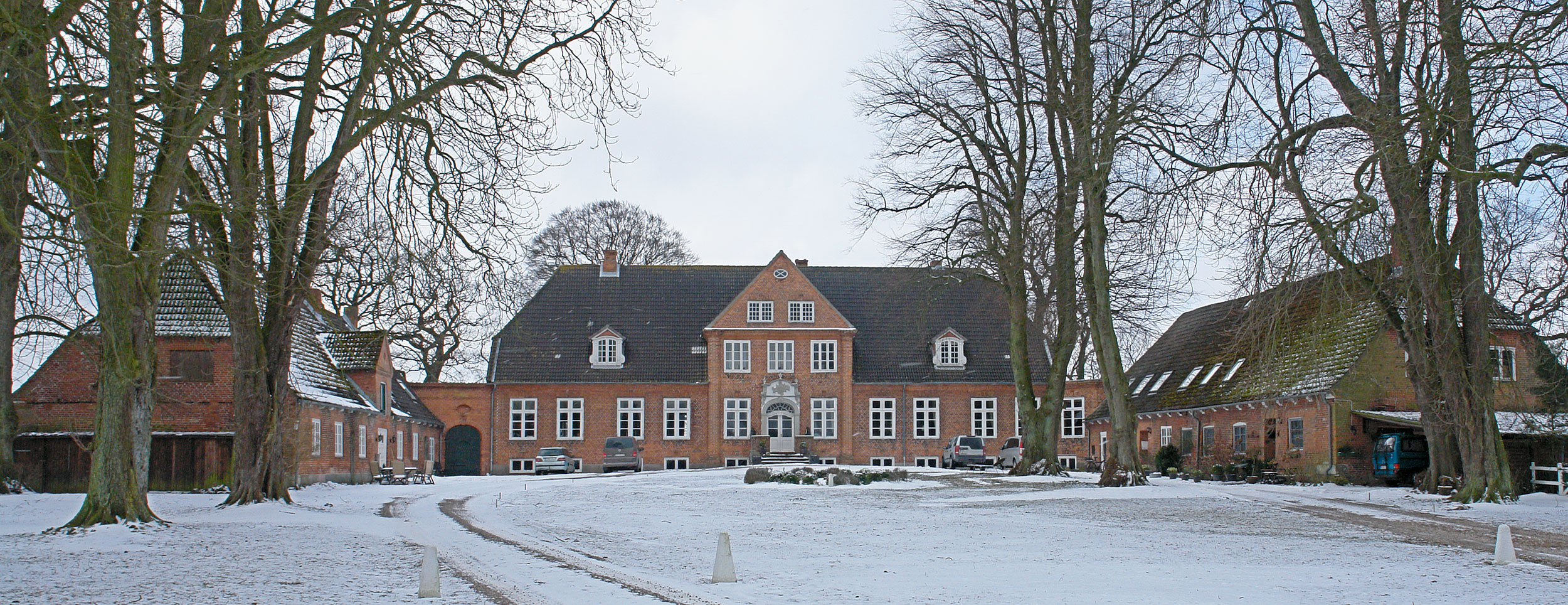
Herrenhaus und Wirtschaftsgebäude

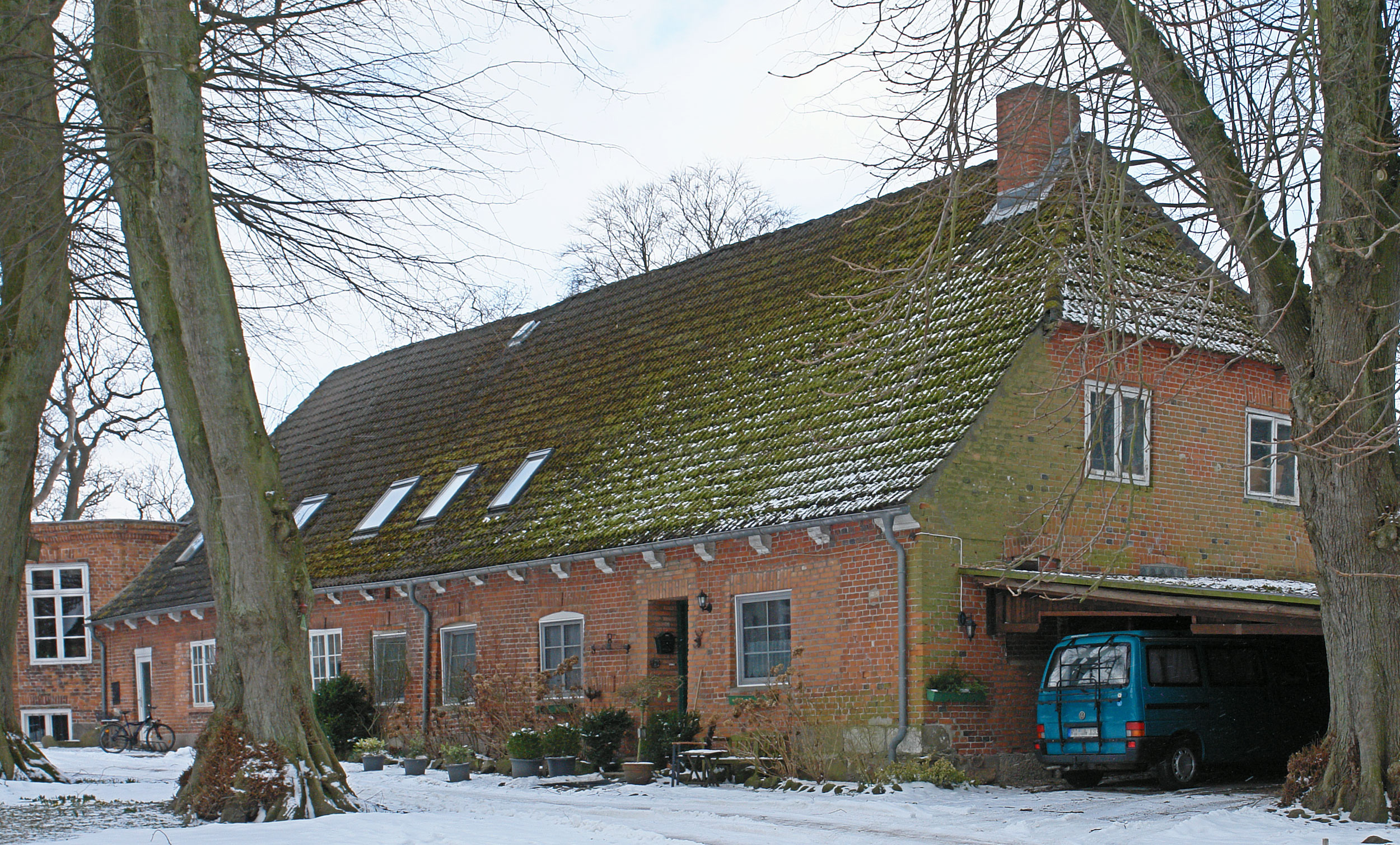
Meiereiflügel

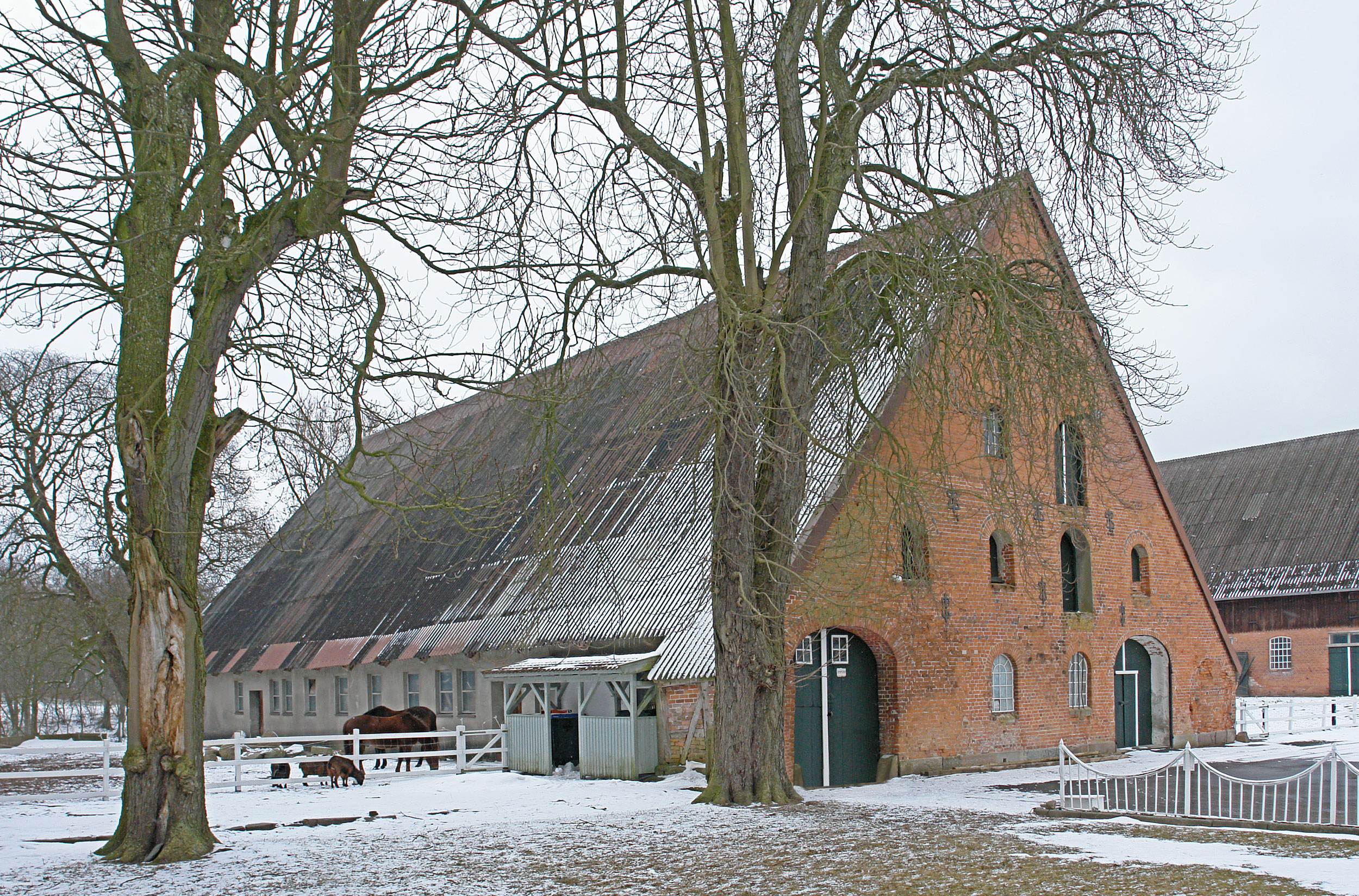
Alte Scheune

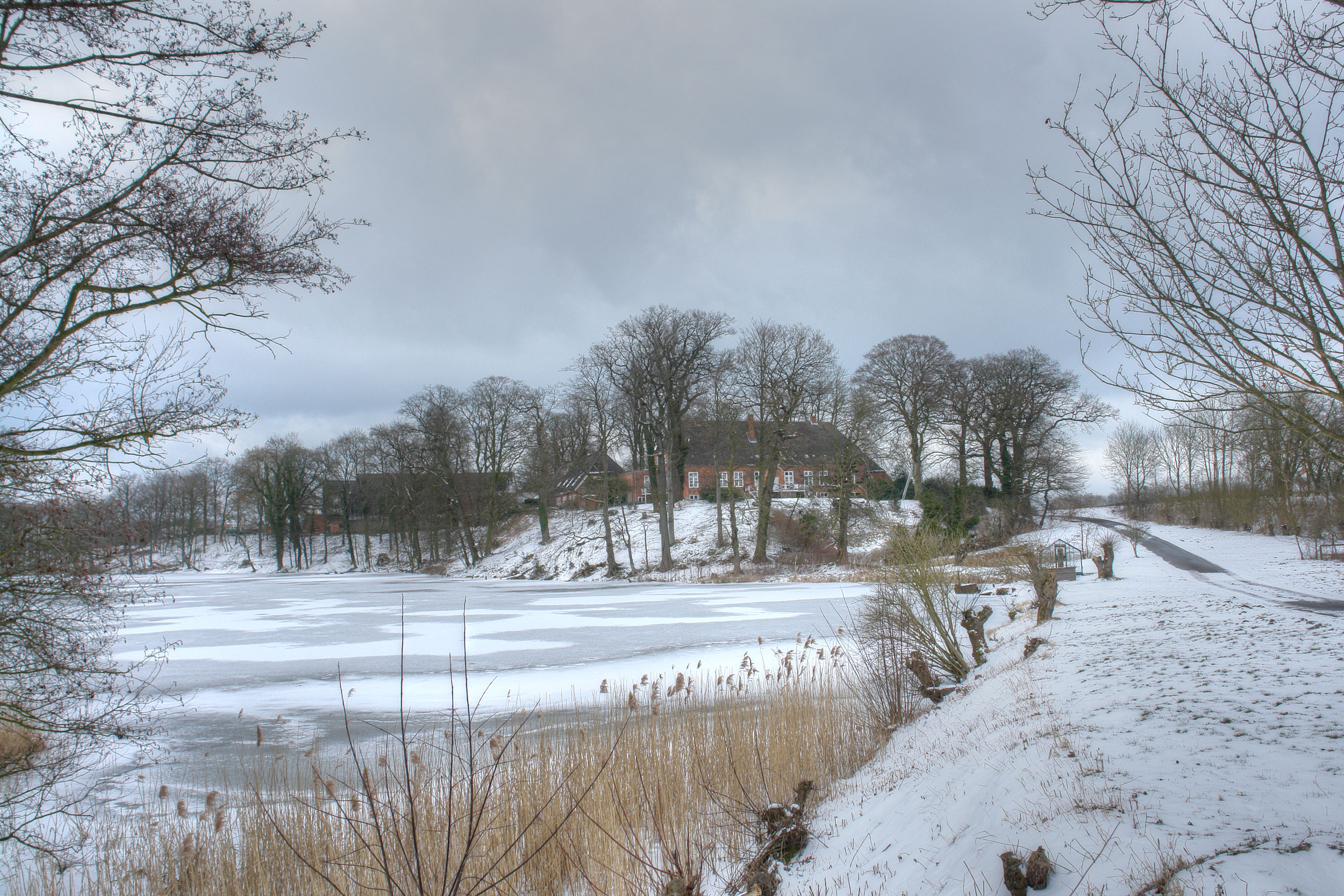
Blick von der Seeseite (wie auf der Federzeichnung von Sophie Reventlow)

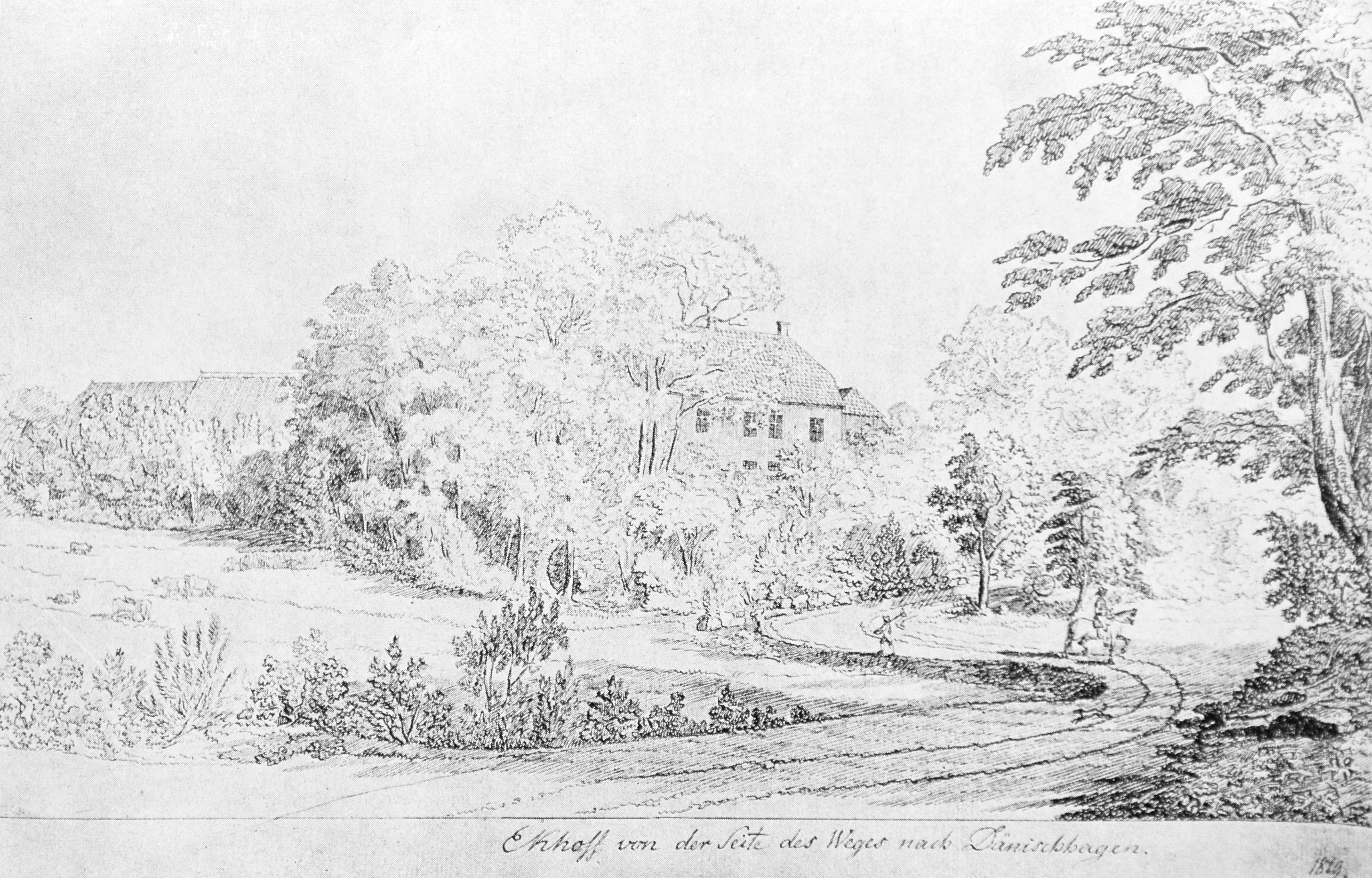
Federzeichnung von Sophie Reventlow, 1819

Das Gut Eckhof liegt im Gebiet der Gemeinde Strande im Dänischen Wohld, Kreis Rendsburg-Eckernförde, Land Schleswig-Holstein.

## Eckhofs Anfänge
Eckhof ist um zirka 900 zur Glanzzeit Haithabus eine respektable Wehranlage mit mindestens zwei Vorwerken gewesen. Diese Quelle ist nicht sicher belegt. Im Mittelalter befand sich hier eine Siedlung.

## Der Meierhof Eckhof (1708–1774)
Das Gut Eckhof wurde 1708 als Meierhof von Gut Bülk neu angelegt.
Am 1. Mai 1738 verkaufte der erste Besitzer des Gutes Bülk, Claus Christoph von Thienen († 1752) den Meierhof Eckhof an Baron Andreas Liliencron. Am 21. Januar 1746 veräußerte dieser es für 28.000 Reichstaler an Johann Ludwig Krantz. Am 1. Mai 1753 ging es durch Weiterverkauf in den Besitz von Detlef Hilmers. An der Nordwand des Kuhhauses steht sein Name mit der Jahreszahl 1755 in einen Holzbalken eingestemmt.
1770 verkaufte Hillmer den Eckhof für 60.000 Reichstaler an Friedrich Wilhelm Conrad Holck (1745–1800), einen Nachkommen Henrik von Holcks, der im Dreißigjährigen Krieg die Holckschen Reiter geführt hatte.
Am Hofe regierte Christian VII., wo Holck Kammerherr war und mit Johann Friedrich Struensee befreundet. Struensee hatte den Standesherrn Holck von Altona an den Hof geholt. Holck stiftete den König zu Ausschweifungen an, die dazu führten, dass Holck zusammen mit Staatsminister Johann von Bernstorff und Dichter Klopstock vom Hofe verwiesen wurde. Er heiratete 1769 Juliane Sophie Dannesskjold/Danneskiold-Laurvig.

## Der Gutshof Eckhof (ab 1774)

### Um- und Neubauten
Während der Besitzzeit von Friedrich Wilhelm Conrad Holck wurde Eckhof im Jahre 1774 zum eigenständigen adligen Gut erhoben und umfasste damals 10 Pflüge. Holck baute ein neues Herrenhaus mit einem Rokokoportal aus Sandstein, das von einem Dreiecksgiebel bekrönt wird. Das eingeschossige Backsteingebäude unter einem Krüppelwalmdach verfügt über einen zweigeschossigen Mittelrisalit, der drei Achsen breit ist und von Pilastern eingerahmt wird.

### Klopstock auf Eckhof
Die Familie Holck war mit dem Dichter Friedrich Gottlieb Klopstock befreundet, der auf dem Gutshof zwischen 1770 und 1794 häufig zu Gast war. Einige Gewächse erinnern an diese Zeit: Eine Stieleiche auf dem Gutshof wird „Klopstockeiche“ genannt. Über den Wald in der Nähe des Gutshauses heißt es: „In diesem Gehölz, damals ‚Klopstockhain‘, waren früher viel bewunderte Anlagen, ein Lusthaus und Monumente, dem Andenken Klopstocks und von Bernstorff’s gewidmet, die als Freunde des Besitzers, des Grafen Holk, oft hier weilten.“. Ferner soll eine Insel ‚Klopstock-Insel‘ genannt werden. Die Rote Heckenkirsche (Lonicera Xylosteum) kommt hier reichlich vor. Von Holck schaffte 1786 auf seinem Gut die Leibeigenschaft ab.

### Weitergabe und Erbfolgen
1789/1790 bzw. 1792 verkaufte Holck das Gut an Jens Peter Bruun Neergard, der es zu einem Fideikommiss machte. 1791 wurde der Fuhlensee Teil des Gutes Eckhof.
Neergard hatte Jura studiert und war Kammerherr am Königshof geworden. Er heiratete am 19. Mai 1794 Henriette Caroline Elisabeth Baudissin.
Nachdem 1792 Graf Otto D. Schack drei Häuser in Dänischenhagen Neergaard überlassen hatte, erwarb dieser nach und nach alle Häuser und Katen in Dänischenhagen und das dazugehörige Land, insgesamt 192 Tonnen Land, und überließ sie erbpachtweise den Einwohnern.
1803 unterstützte er großzügig den Bau einer neuen Schule in Dänischenhagen an der Ecke Schulstraße und Dorfstraße, die bis 1831 genutzt wurde. 1828 ging Bruun Neergard in Konkurs. Seine Frau kaufte in der Zwangsversteigerung das Gut Eckhof wieder zurück. Bruun starb 1848 und nun führte seine Frau bis zu ihrem Tode am 19. Dezember 1864 die Gutswirtschaft weiter.
Der erste Sohn, Henrik Jens Carl Bruun Neergard war schon tot. Der zweite Sohn, Ernst Friedrich Ludvig Carl Bruun Neergard lebte in Amerika, hatte zwar Kinder, war jedoch unverehelicht. So erbte nach dem zweiten sogleich der dritte Sohn, Lucius Carl Joseph Andreas Bruun Neergard das Anwesen.
Dessen erster Sohn Richard Jens Ernst von Bruun-Neergaard starb vor ihm, sodass ihn sein zweiter Sohn, Carl Erik Johan Bruun Neergaard beerbte. Er heiratete am 26. September 1827 Alette Wilhelmine Moltke (* 12. September 1827) aus Polen. Dieser hatte wiederum zwei Söhne.
Theodor Magnus Sophus Gunni Bruun Neergaard hatte Maschinenbau studiert und am 28. Mai 1886 Marie Henriette Wilhelmine Carola Romundt (* 12. April 1855) geheiratet. Für die spätere Erbfolge relevant ist noch sein jüngerer Bruder, Magnus Bruun Neergard, der bei der Armee Offizier wurde und am Hofe des Fürsten von Schwarzburg-Sondershausen Karriere machte. Er heiratete am 28. Dezember 1891 Margarethe Reventlow auf Kaltenhof. Die Trauung fand in der Kirche zu Dänischenhagen statt. Theodor Magnus Sophus Gunni Bruun Neergaard beerbte seinen Vater. Er selbst hatte nur einen Sohn, Carl Joseph Heltmuth Kurt Bruun Neergaard, der in der Jugend so schwach war, dass er Heimunterricht erhielt, und schließlich eine so sehr angegriffene Lunge hatte, dass die ganze Familie beschloss, mit dem Kind in die Schweiz nach Davos zu ziehen. Das Gut wurde daraufhin verpachtet.
Carl Joseph Neergaard studierte und promovierte im Fach Medizin in Basel und war von 1940 bis 1946 außerordentlicher Professor für physikalische Therapie in Zürich. Er erbte von seinem Vater Gut Eckhof und wurde später von seiner Ehefrau Mathilde Helene Heim (1883–1972), Enkelin von Albert Heim, die er am 19. Januar 1917 geheiratet hatte, beerbt. Die beiden hatten keine Kinder.
1972 kam das Gut im Erbwege an Graf zu Reventlow auf Gut Wulfshagen. Im Jahre 2009 wurden Nicolaus Franz Friedrich Reventlow (* 12. Dezember 1964) und Caroline Reventlow zu neuen Besitzern. Nicolaus Reventlow ist ein Bruder der Zwillinge Moritz Christoph Reventlow (* 15. April 1970 Eckernförde), bekannt aus der SAT1-Serie Gräfin gesucht und Anna Sophie Reventlow (* 15. April 1970 Eckernförde).
Das Gut ist aktuell (Stand 2010) 346 ha groß, davon 66 ha Wald und Wasser.

## Gutsbezirk Eckhof
Der Gutsbezirk Eckhof wurde 1876 verkleinert, aus einem Teil wurde die Gemeinde Dänischenhagen gebildet. Schließlich wurde der Gutsbezirk 1928 Eckhof ganz aufgelöst und zur Gemeinde Schilksee. 1934 kam das Gebiet des früheren Gutsbezirks Eckhof zum Gebiet der Gemeinde Strande.

## Amt Eckhof
Von 1889 bis 1930 gab es das Amt Eckhof bzw. den Amtsbezirk Eckhof. Von 1889 bis 1928 bestand dieser aus der Gemeinde Dänischenhagen, der Gemeinde Schilksee, dem Gutsbezirk Eckhof und dem Gutsbezirk Uhlenhorst, von 1928 bis 1930 aus der Großgemeinde Schilksee, die neben anderen aus ebendiesen Gemeinden und Gutsbezirken gebildet worden war.

## Weinbau
Auf dem Gut wird u. a. Weißwein angebaut. Die Vinifizierung vor Ort ist geplant.

## Persönlichkeiten
– chronologisch –
- Frederik Vilhelm Conrad Holck (auch eingedeutscht: Friedrich Wilhelm Conrad Holck) (* 28. September 1745, Orebygaard / Lolland, † 7. Dezember 1800)
  - Juliane Sophie Danneskiold-Laurvig (* 12. Januar 1757, † 11. Januar 1790)
- Friedrich Gottlieb Klopstock
- Jens Peter Bruun Neergard (* 7. Dezember 1764, † 7. Januar 1848), Besitzer von Gut Alt-Bülk, Gut Neu-Bülk und Gut Eckhof
  - Henriette Caroline Elisabeth Baudissin (* 26. Juni 1777, Gut Knoop, † 19. Dezember 1864, Eckhof)
- Henrik Jens Bruun Neergaard (* 14. April 1795 Eckhof, † 7. Januar 1818)
- Ernst Friedrich Ludvig Carl Bruun Neergard (* 24. Dezember 1807, Eckhof, † 28. Oktober 1865, Kingston, Tennessee)
- Lucius Carl Joseph Andreas Bruun Neergard (* 17. Mai 1797, Eckhof, † 9. Juli 1881, Eckhof)
- Carl Erik Johan Bruun Neergaard (12. April 1823 Ratzeburg, † 21. Juli 1889 Rendsburg)
- Theodor Magnus Sophus Gunni Bruun Neergaard (11. Juni 1852 Hof Altona, Övelgönne, † 14. Dezember 1911, Kiel)
- Carl Joseph Heltmuth Kurt Bruun Neergaard (13. Juni 1887 Svalövgard, Skaane, Schweden, † 7. November 1947, Orselina, Locarno, Schweiz)
- Mathilde Helene Heim (* 11. Mai 1883 Schweiz, † 1972)